# Mexican Border Service Medal
Ne doit pas être confondu avec Mexican Service Medal.
La Mexican Border Service Medal ("Médaille du service frontalier mexicain") est une médaille de service médaille créée par une loi du Congrès le 9 juillet 1918. Elle était décernée pour les services rendus entre le 9 mai 1916 et le 24 mars 1917, ou au sein de la patrouille frontalière mexicaine (Mexican Border Patrol) entre le 1er janvier 1916 et le 6 avril 1917.

## Histoire
La médaille récompense les militaires qui ont été affectés à la frontière entre les États-Unis et le Mexique à l'époque où les États-Unis étaient au bord de la guerre totale avec le Mexique. Les États-Unis étaient alors engagés dans l'expédition Pancho Villa, une opération militaire menée par l'armée américaine (United States Army) contre les forces paramilitaires du révolutionnaire mexicain Francisco "Pancho" Villa du 14 mars 1916 au 7 février 1917, au cours de la révolution mexicaine 1910-1920.
La frontière entre les États-Unis et le Mexique était considérée comme un lieu potentiel pour une invasion du Mexique financée par l'Allemagne. Le service frontalier est entré en vigueur lorsque cette menace potentielle a été révélée par l'interception par les Britanniques du télégramme Zimmerman, qui évoquait la proposition de l'Allemagne d'une alliance avec le Mexique en cas d'entrée en guerre des États-Unis (Première Guerre mondiale). En janvier 1917, le télégramme a été intercepté et déchiffré par les services de renseignement britanniques et son contenu a été rendu public par les États-Unis le 1er mars (les États-Unis ont déclaré la guerre à l'Allemagne, le 6 avril 1917).
Pour recevoir la médaille du service à la frontière mexicaine, un militaire doit avoir servi dans l'armée américaine, le long de la frontière mexicaine, ou avoir été affecté à la patrouille frontalière mexicaine en tant que membre de la Force régulière ou de la Garde nationale. Les personnes ayant reçu la médaille du service mexicain n'étaient pas éligibles pour la Mexican Service Medal (médaille du service mexicain). La Garde nationale des États-Unis a été envoyée pour garder le côté américain de la frontière, car les effectifs de l'armée régulière étaient épuisés par les efforts déployés au Mexique.
La Mexican Border Service Medal avait le double statut de médaille fédérale américaine et de médaille de la Garde nationale. Le premier récipiendaire a été le Major General (général de division) Charles M. Clement, en reconnaissance de son statut d'officier de la Garde nationale ayant le plus d'ancienneté et pouvant prétendre à cette distinction au moment où elle a été autorisée.
Le Congrès a créé une récompense similaire pour les membres de la Garde nationale du Texas qui ont servi à la frontière entre le 8 décembre 1917 et le 11 novembre 1918, connue sous le nom de Texas Cavalry Medal (médaille de la cavalerie texane). Ces gardes ont été déployés à la frontière afin de libérer les unités de l'armée régulière pour le service pendant la Première Guerre mondiale.